# Antioco Loru
Antioco Loru (Villacidro, 17 maggio 1818 – Cagliari, 12 ottobre 1898) è stato un politico italiano.
Fu deputato del Regno di Sardegna nella II legislatura e poi senatore del Regno d'Italia a partire dalla XV legislatura.
Tra il 1868 e il 1872, ed ancora tra il 1885 ed il 1886 fu Rettore dell'Università di Cagliari.